# Stubblöpare
Stubblöpare (Tachyta nana) är en skalbaggsart som beskrevs av Leonard Gyllenhaal. Stubblöpare ingår i släktet Tachyta och familjen jordlöpare. Enligt den svenska rödlistan är arten nära hotad i Sverige. Arten förekommer på Öland, Götaland, Svealand, Nedre Norrland och Övre Norrland. Artens livsmiljö är skogslandskap. Inga underarter finns listade i Catalogue of Life.

## Bildgalleri

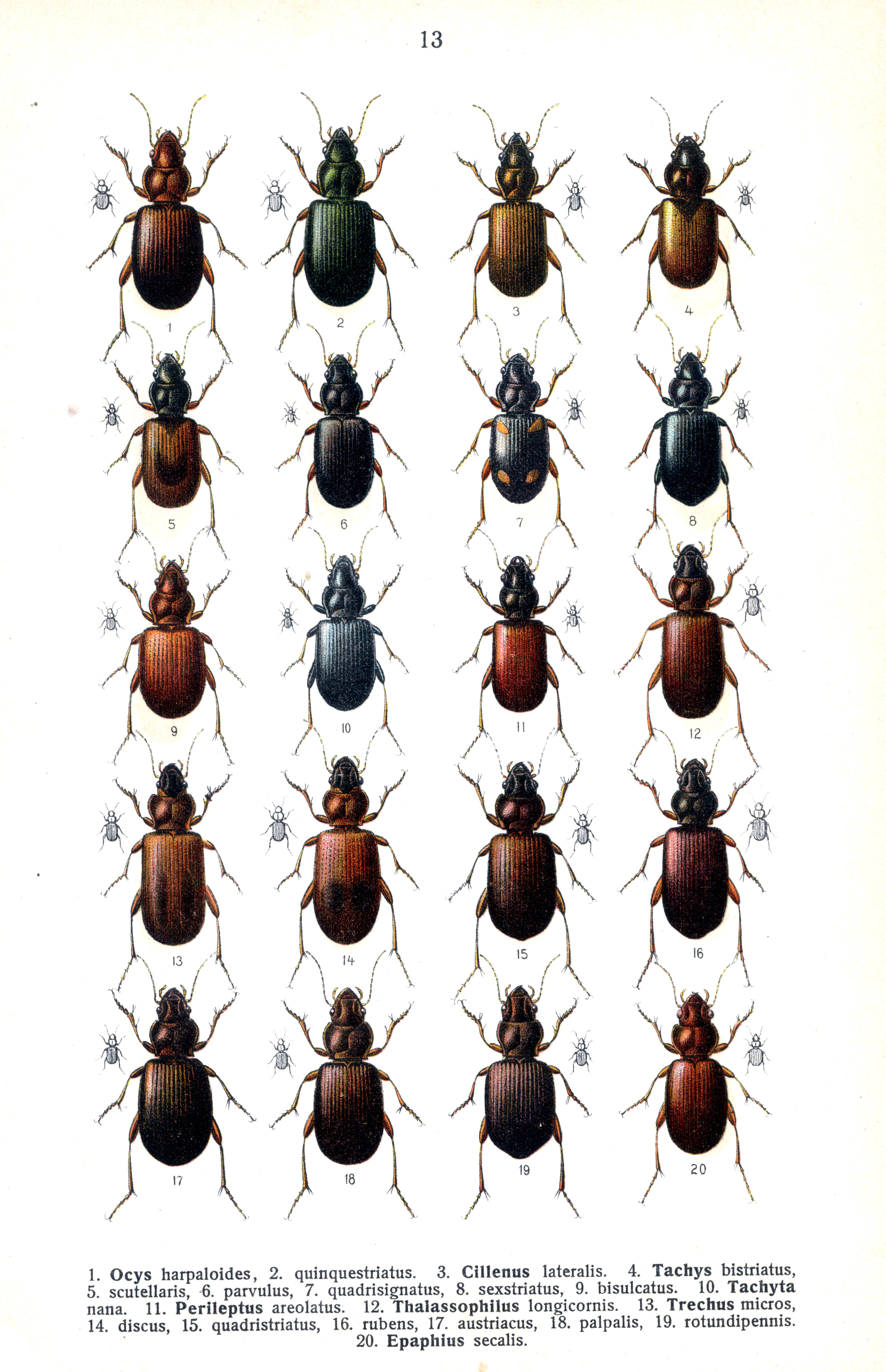
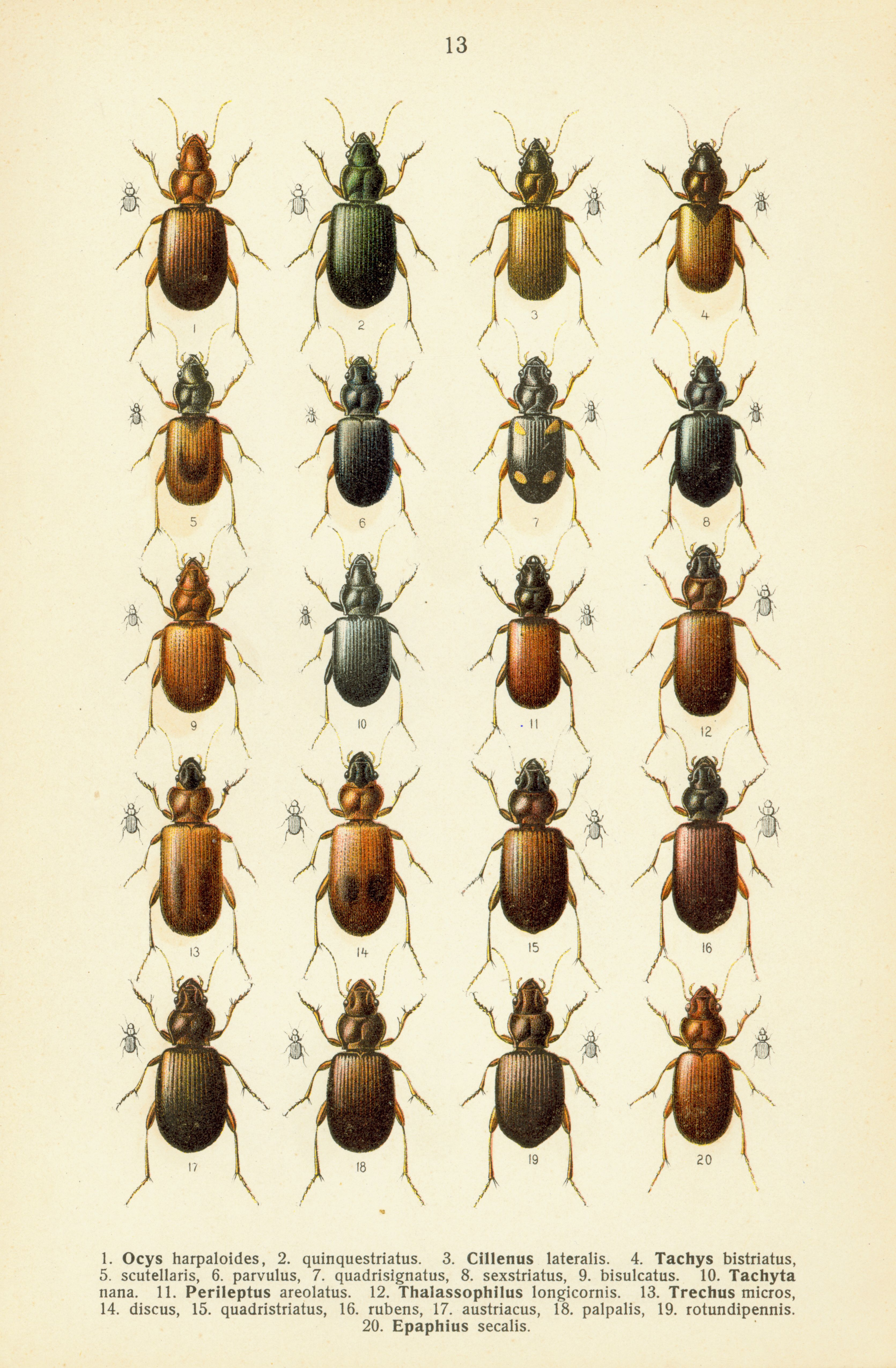
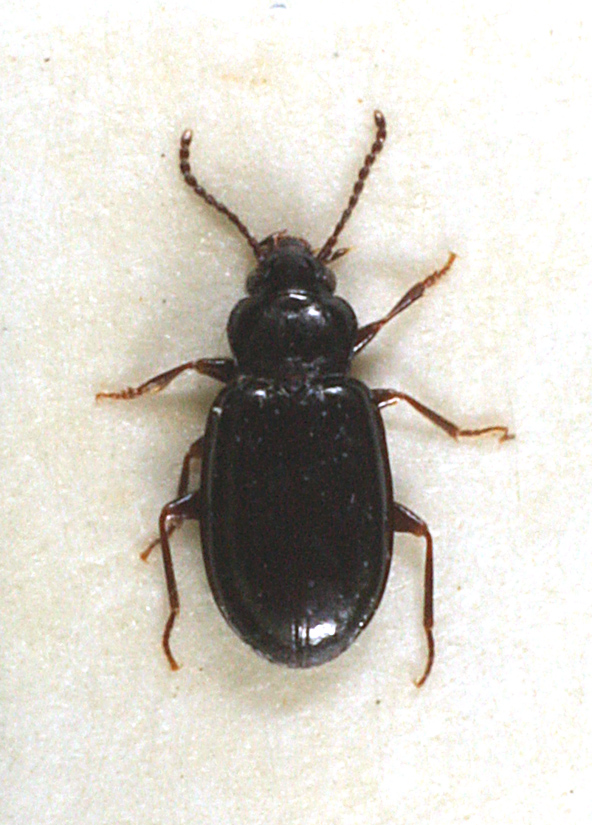